# Carney (Irlandia)
Carney (irl. Fearann Uí Chearnaigh) – miasto w hrabstwie Sligo w Irlandii.